# 가족환상곡
가족환상곡은 2000년 10월 9일부터 2001년 3월까지 KBS에서 방영된 교양프로그램이다.

## 코너 목록
- 우리 아이는 지금